# Tsutomu Nihei
Tsutomu Nihei (弐瓶 勉, Nihei Tsutomu, född 1971) är en japansk serieskapare och tidningsredaktör. Nihei studerade arkitektur, innan han blev redaktör för Tsutomu Takashi (Alive, Skyhigh, Blue Heaven), medan han arbetade på Jiraishin. Senare började han arbeta på sitt första verk BLAME!, en manga med cyberpunk-tema.

## Verk
- Abara
- Biomega
- BLAME!
- NOiSE
- Wolverine: Snikt!